# Turner Construction
Turner Construction Company es una de las empresas constructoras más grandes en los Estados Unidos, con un volumen de construcción de 10 000 millones de dólares en 2014. Es una filial de la empresa alemana Hochtief.

## Historia

### Primeros años
Henry Chandlee Turner (nacido en 1871) fundó Turner Construction Company en 1902, con 25 000 $ de capital inicial, en el número 11 de la calle Broadway, en Nueva York. El primer trabajo de Turner fue un proyecto de 687$ para construir una cámara acorazada para Thrift Bank en Brooklyn. En 1903, un industrial escocés llamado Robert Gair, que trabajaba en la fabricación de productos de papel, contrató a Turner Construction para construir una planta en Brooklyn. El edificio, acabado en 1904, medía 17 000 m², haciéndolo, en esa época, el edificio de hormigón armado más grande de los Estados Unidos. Al mismo tiempo que la empresa desarrollaba los planos para el edificio de Gair, Turner empezó a construir las escaleras del Metro de Nueva York. El diseño original indicaba que las escaleras iban a estar hechas de acero, pero Turner pensó que el hormigón era una alternativa más barata. Después de examinar las diferentes ofertas, la baja oferta de Henry Turner le permitió construir varias escaleras en hormigón. Su alternativa funcionó, liderando la construcción de más de 50 escaleras y andenes para Interborough Rapid Transit. La empresa abrió sucursales para mantener su estrategia de expansión nacional, empezando por una oficina en Filadelfia en 1907. Le siguió la oficina de Búfalo en 1908, así como la de Boston, abierta en 1916. Cuando los Estados Unidos entraron en la I Guerra Mundial, Turner estaba entre los constructores más exitosos. En sus primeros 15 años, Turner Construction Company completó trabajo por valor de 35 millones de dólares y construyó edificios para algunas de las empresas más grandes, incluyendo Western Electric, Standard Oil, Kodak y Colgate.
De la I Guerra Mundial a la Gran Depresión, la facturación de la empresa creció de 12 millones a casi 44 millones de dólares. Como la mayoría de industrias, la construcción sufrió durante crisis económica y el volumen de Turner bajó a 2,5 millones de dólares en 1933. La empresa se recuperó y los ingresos crecieron hasta los 12 millones de dólares en 1937. La empresa suspendió la construcción comercial durante los años de guerra, centrándose en la construcción de bases militares, fábricas y edificios gubernamentales. Henry Turner dejó su puesto como presidente en 1941, para servir como consejero delegado y hacer hueco a su hermano, Archie Turner, como presidente. Archie Turner lideró la empresa durante la guerra, pero su mala salud limitó su mandato. En octubre de 1946, Henry Turner se retiró como consejero delegado dejando el puesto a su hermano enfermo. Para su reemplazo, Archie Turner eligió al Almirante Ben Moreell, el responsable de la formación de los Seabees. Un mes después del nombramiento de Moreell, Archie Turner murió de un ataque al corazón. Cuatro meses después, Moreell dimitió y el vacío lo cubrió el hijo de Henry Turner, Henry Chandlee (Chan) Turner, Jr.

### 1950-1980
Bajo el mandato de Chan Turner, como resultado de numerosos proyectos de alto nivel, la empresa creció. Después de superar los 100 millones de dólares en ingresos en 1951, Turner construyó el edificio de la Secretaría de las Naciones Unidas en Nueva York en 1952 y las oficinas centrales en Nueva York de Chase Manhattan Bank en 1956. Durante los años 1960, algunos proyectos destacados incluyen el Lincoln Center al principio de la década y el Madison Square Garden en 1967. La empresa abrió una sucursal en Cincinnati en 1954, seguida de otras en Los Ángeles en 1964, Cleveland y Columbus en 1966 y San Francisco en 1968. En 1969, Turner salió al Mercado extrabursátil. En 1972, las acciones de la empresa empezaron a cotizar en la Bolsa de Nueva York. La empresa abrió nuevas oficinas en Detroit y Denver en 1973, Pittsburgh y Atlanta en 1976, Seattle en 1977 y Miami y Portland en 1979. Algunos proyectos destacados fueron el Hospital Central de la Universidad Vanderbilt en 1974 y la Biblioteca John Fitzgerald Kennedy en 1977, el año en que Turner superó el billón de dólares en ventas.
Howard Sinclair Turner se convirtió en presidente en 1965, y fue consejero delegado de 1970 a 1978, cuando le sucedió Walter B. Shaw. Shaw se unió a la empresa justo antes de la guerra, donde sirvió bajo las órdenes del Almirante Moreell como oficial de los Seabees en el Pacífico, y volvió a Turner Construction después de la guerra.
En 1981 Turner Construction adquirió Universal Construction, una empresa fundada por Franklin P. Gresham en Huntsville, Alabama.
En 1984, Shaw nombró a Herbert Conant presidente y The Turner Corporation se formó como un holding de empresas con Turner Construction Company, Turner International Industries y Turner Development Corporation como filiales. De esta nueva forma, la empresa amplió su presencia a nivel nacional, abriendo oficinas en Connecticut en 1980, tres en California en 1983, en Orlando en 1984 y Phoenix y Nashville en 1986. La empresa continuó expandiéndose abriendo oficinas en San José en 1987, seguida de Dallas en 1988 y Arlington Heights, Texas en Kansas City en 1989. La empresa completó muchos proyectos durante la década de los 80, incluyendo Texas Commerce Tower, la Terminal 1 del Aeropuerto Internacional O'Hare en Chicago y el U.S. Bank Tower en Los Ángeles.

### Década de 1990 y presente

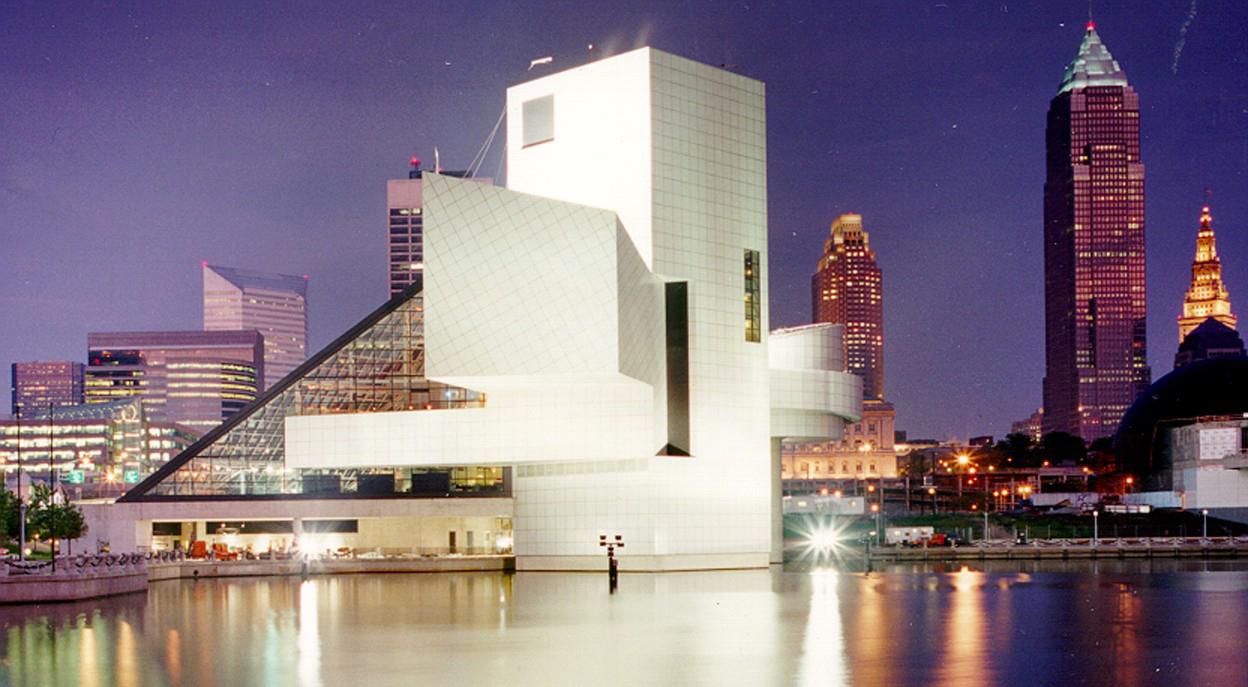
Salón de la Fama del Rock

Turner Construction Company construyó varios estadios deportivos en la década de 1990. La construcción de instalaciones deportivas no era nueva para la empresa: el primer contrato deportivo fue el Harvard Stadium en 1910, seguido del estadio de fútbol para la Universidad de Pittsburgh en 1925. En 1995 la empresa completó la construcción del Rose Garden Arena, Portland. En 1996, construyeron un estadio de 72.000 espectadores en Charlotte, Carolina del Norte, seguido del INVESCO Field at Mile High en 2001.
En agosto de 1999, Hochtief AG de Alemania compró The Turner Corporation por 370 millones de dólares. Por extensión, Turner Construction Company ganó acceso a las operaciones de Hochtief en Australia, Reino Unido y el sector de construcción pesada. En 2002, Turner Construction expandió su presencia en el área de Washington D. C. adquiriendo J.A. Jones-Tompkins Builders, Inc. la antigua filial de J.A. Jones Construction Company. Tompkins Builders, Inc., una nueva entidad, es ahora filial al 100 % de Turner Construction.

## Operaciones
Turner tiene 46 oficinas en los Estados Unidos, presencia en 20 países por todo el mundo y promedia 1500 proyectos por año. Los servicios que ofrece Turner incluyen dirección de obra, contratista general, consultor, seguros y gestión de riesgos. De acuerdo con el "Top 400 Contractors Sourcebook of Engineering News-Record", Turner es el mayor “Green Contractor” de los Estados Unidos y el cuarto mayor contratista general en los Estados Unidos. Los proyectos respetuosos con el medio ambiente de la firma han crecido hasta suponer el 50 % de su cartera. Los proyectos respetuosos con el medio incluyen una amplia gama de tipos de edificios como educativos, comerciales, sanitarios y aviación. Turner ha completado 300 proyectos con certificación LEED por el U.S. Green Building Council (USGBC). Otros 300 proyectos son LEED Registered. Turner City ilustra los proyectos que Turner ha completado exitosamente en un año. La empresa lo ha hecho anualmente desde 1910.

## Tipos de edificios
Turner tiene distintos grupos por segmentos que se centran en un particular tipo de edificio. Estos grupos incluyen Edificaciones Ecológicas, Centros de Datos, Sanitarios, Farmacéuticos y Biotecnología, Industrial y Manufactura, Públicos, Deportivos, Transporte y Aviación.

## Grandes proyectos

### Estados Unidos

#### Noreste
- 7 Bryant Park, Nueva York, NY
- Museo Whitney de Arte Estadounidense, Nueva York, NY
- Liberty Mutual (sede central), Boston, MA
- Novartis East Hanover Campus, East Hanover, NJ
- Estadio de los Yakees, Nueva York, NY
- Torre Hearst, Nueva York, NY
- Limpieza del World Trade Center, Nueva York, NY
- Madison Square Garden, Nueva York, NY
- Pfizer Technical Development Facility, Nueva York, NY
- Columbia University Northwest Corner Building, Nueva York, NY
- The Solaire, The Veredesian and The Visionaire Green, Nueva York, NY
- National Constitution Center, Filadelfia, PA
- Lincoln Financial Field, Filadelfia, PA
- One Logan Square, Filadelfia, PA
- August Wilson Center for African American Culture, Pittsburgh, PA
- Yale University Health Services Center, New Haven, CT
- Yale School of Forestry & Environmental Studies / Kroon Hall, New Haven, CT
- University at Buffalo's School of Engineering and Applied Sciences / Davis Hall: University at Buffalo's North Campus, Amherst, NY

#### Atlántico medio
- Oficina de Patentes y Marcas de Estados Unidos, Alexandria, VA
- Escuela de Medicina Johns Hopkins, Edificio de Investigación, Baltimore, MD

#### Medio oeste
- The Ohio State University Hospital, Columbus, OH
- Hospital Mercy Health, Cincinnati, OH
- Sporting Park, Kansas City, KS
- U.S. Cellular Field, añadidos y renovaciones, Chicago, IL
- Great American Insurance Building de Queen City Square, Cincinnati, OH
- The Gwen and Jules Knapp Center for Biomedical Discovery en la Universidad de Chicago, Chicago, IL
- Kansas Speedway, Kansas City, KS
- Wrigley Field, expansión, Chicago, IL
- Arrowhead Stadium, renovación, Kansas City, MO
- United Airlines Terminal Complex en el Aeropuerto Internacional O'Hare, Chicago, IL
- The Modern Wing and Nichols Bridgeway en el Instituto de Arte de Chicago, Chicago, IL
- Museo Nacional de la I Guerra Mundial, Kansas City, MO
- Aon Center, Chicago, IL
- Soldier Field, renovaciónn y desarrollo, Chicago, IL
- Lambeau Field, redesarrollo, Green Bay, WI
- Allen Fieldhouse, renovación, Universidad de Kansas, Lawrence, KS
- Toyota Park, Bridgeview, IL
- Salón de la Fama del Rock, Cleveland, OH
- Renaissance Center, renovación, Detroit, MI
- Aeropuerto Internacional General Wayne A. Downing Peoria, Peoria, IL
- Acuario John G. Shedd, renovación y expansión, Chicago, IL
- AIMMC Center for Advanced Care Development, Chicago, IL
- Wadsworth High School & Community Center, Wadsworth, OH
- Escuela Elemental Wadsworth, Wadsworth, OH

#### Costa oeste
- SoFi Stadium, Inglewood, CA
- Levi's Stadium, Santa Clara, CA
- U.S. Bank Tower, Los Ángeles, CA
- Wilshire Grand Center, Los Ángeles, CA
- Aeropuerto Internacional de Sacramento, Sacramento, CA
- Centro Médico Harborview, Seattle, WA
- Universidad de Stanford, Palo Alto, CA
- Fred Hutchinson Cancer Research Center Fase IV, Seattle, WA
- Century Link Field, Seattle, WA
- Nintendo of America (sede central), Redmond, WA
- Estadio Husky, Seattle, WA
- 555 de la calle Mission, San Francisco, CA
- Edificio Ordway, Oakland, CA
- Aeropuerto Internacional de San Diego (join venture con PCL y Flatiron), San Diego, CA
- Pike Place Market, renovación, Seattle, WA
- Nueva Biblioteca Central de San Diego, San Diego, CA
- Hard Rock Hotel, San Diego, CA
- Starbucks Center, Seattle, WA
- PeaceHealth Sacred Heart Medical Center en River Bend, Springfield, OR

### Internacional
- Torre BBVA Bancomer, México, D. F., México
- Torre Al Hamra, Ciudad de Kuwait, Kuwait
- Burj Khalifa, Dubái, Emiratos Árabes Unidos
- Hotel Emirates Palace, Abu Dabi, Emiratos Árabes Unidos
- Mubarak Center, Lahore, Pakistán
- Taipei 101, Taipéi, Taiwán
- Tuntex Sky Tower, Kaohsiung, Taiwán
- Al Faisaliyah Center, Riad, Arabia Saudita
- Estatua de la Unidad, Guyarat, India